# Valverde de Mérida
Valverde de Mérida è un comune spagnolo di 1 153 abitanti situato nella comunità autonoma dell'Estremadura.